# Oscar Reyes (Politikwissenschaftler)
Oscar Reyes (* 1977 in London) ist ein englischer Umweltschützer und Autor.

## Leben
Reyes schloss am Somerville College der University of Oxford mit einem BA ab, bevor er seinen MA in Politik an der University of Essex machte. In der Folgezeit hielt er an der University of East London Vorlesungen im Bereich Cultural Studies, lehrte Europäische Politik an dem College Goldsmiths, University of London und war Produzent einer wöchentlichen Radiosendung bei Resonance FM in London. Weiterhin war er Autor und Moderator der Sendung  World Week Watch an dem umstrittenen iranischen Regierungs-Fernsehsender Press TV.
2005 wurde Reyes Young Fellow am Transnational Institute (TNI) in London. Er arbeitete dort am Projekt Environmental Justice. 
Derzeit (August 2013) ist Reyes Associate Fellow am Institute for Policy Studies in Washington, D.C.
Gleichzeitig ist Reyes der für Umweltfragen zuständige Herausgeber bei der in London zweimal im Monat erscheinenden linken Zeitschrift Red Pepper.
Reyes schreibt für verschiedene Tageszeitungen und Zeitschriften gelegentlich Beiträge, so für The Guardian.

## Arbeitsgebiete
- Emissionshandel
- Klimaschutzverhandlungen und -Konferenzen der UNO
- Politik in der EU und in Großbritannien
- Globalisierung und Soziale Bewegungen weltweit

## Veröffentlichungen
- 2010: Zusammen mit Tamra Gilbertson: Globaler Emissionshandel. Wie Luftverschmutzer belohnt werden, Brandes & Apsel, Frankfurt am Main ISBN 978-3-86099-742-0.
- 2011: Power to the People? I und II, Institute for Policy Studies, Washington D.C., USA.